# 교정 가능 집합
측도론에서, 교정 가능 집합(矯正可能集合, 영어: rectifiable set)은 근사 접공간의 개념을 정의할 수 있는 최소한의 구조를 갖춘, 유클리드 공간 속의 부분 집합이다.

## 정의
유클리드 공간 {\displaystyle \mathbb {R} ^{n}} 속의 부분 집합
{\displaystyle S\subseteq \mathbb {R} ^{n}}
및 자연수 {\displaystyle k} 및 함수 집합
{\displaystyle {\mathcal {F}}\subseteq {\mathcal {C}}^{0}(\mathbb {R} ^{k},\mathbb {R} ^{n})}
에 대하여 다음과 같은 조건을 정의할 수 있다.
조건 ㈀: 어떤 가산 집합 {\displaystyle F\subseteq {\mathcal {F}}}에 대하여, {\displaystyle S\setminus \textstyle \bigcup _{f\in F}f(\mathbb {R} ^{k})}의 {\displaystyle k}차원 하우스도르프 측도가 0이다.
그렇다면, 다음 두 조건이 서로 동치이며, 이를 만족시키는 부분 집합을 {\displaystyle k}차원 교정 가능 집합(영어: {\displaystyle k}-dimensional rectifiable set)이라고 한다.
- {\displaystyle {\mathcal {F}}={\mathcal {C}}^{1}(\mathbb {R} ^{k},\mathbb {R} ^{n})}가 연속 미분 가능 함수의 집합일 경우의 조건 ㈀
- {\displaystyle {\mathcal {F}}=\operatorname {Lip} (\mathbb {R} ^{k},\mathbb {R} ^{n})}가 립시츠 연속 함수의 집합일 경우의 조건 ㈀

## 예
평면 속의 단위 정사각형 {\displaystyle \square \subsetneq \mathbb {R} ^{2}} 속에서, 그 조밀 집합인 가산 집합 {\displaystyle \{x_{0},x_{1},\dotsc \}\subsetneq \square }을 고르자. 또한, 수렴하는 양의 실수의 급수
{\displaystyle \sum _{i=0}^{\infty }r_{i}<\infty }
를 고르자. 그렇다면, {\displaystyle S}가 {\displaystyle x_{i}}를 중심으로 하는, 반지름 {\displaystyle r_{i}}의 원들의 합집합이라고 하자.
{\displaystyle S=\{y\in \mathbb {R} ^{2}\colon \exists i\in \mathbb {N} \colon d(y,x_{i})=r_{i}\}}
그렇다면, 이는 평면 속의 1차원 교정 가능 집합이다.